# Aeroportul Norfolk Island
Aeroportul Norfolk Island (IATA: NLK, ICAO: YSNF) este un aeroport din Australia ce deservește zona Insula Norfolk. Aeroportul a fost tranzitat în 2022 de 67.959 de pasageri. A fost deschis în 25 decembrie 1942 și numit după zona deservită.
Situat la o altitudine de 113 m, aeroportul dispune de o singură pistă.